# Serica incognita
Serica incognita är en skalbaggsart som beskrevs av Ahrens 1999. Serica incognita ingår i släktet Serica och familjen Melolonthidae. Inga underarter finns listade i Catalogue of Life.